# Fédor Iouriévitch Romodanovski
Le prince-« césar » Fédor Iouriévitch Romodanovski (russe : Фёдор Юрьевич Ромодановский) (vers 1640- 17 septembre 1717 (28 septembre), Saint-Pétersbourg) est un homme d’État russe, qui fut un des principaux conseillers de Pierre le Grand. Il dirigea de fait la Russie pendant les déplacements de Pierre Ier hors de sa capitale. Entre 1686 et 1717, il fut chef du prikaze Préobrajenski – sorte de police secrète (la première police politique de Russie) – et dirigea les prikazes de Sibérie et des Pharmaciens. Généralissime des « troupes de plaisir », il fut le propriétaire du Palais de Ropcha, près de Saint-Pétersbourg.

## Origines
Issu de la famille princière des Romodanovski, il était descendant de Rurik à la 23e génération. Son père, le prince Iouri Ivanovitch Romodanovski, fut d’abord maître d’hôtel du tsar puis boyard. Dès sa prime jeunesse, le prince Fédor, comme fils d’un proche du tsar Alexis Mikhaïlovitch, vécut à la cour. Lors des festivités qui marquèrent la naissance du futur Pierre Ier, en 1672, il  est cité comme le premier des dix nobles qui furent invités au festin au Palais à facettes. Dans le livre des boïars, il est inscrit à cette époque comme « maître d’hôtel particulier ».

## Auprès de Pierre le Grand
L’élévation subite de Romodanoski se produisit dans les premières années du règne personnel de Pierre Ier. Le prince soutint le jeune tsar dans sa lutte contre sa sœur Sophie Alexeïevna. Il fut chargé de la surveillance de la tsarevna après son incarcération au couvent de Novodievitchi. Mis à la tête du prikaze Préobrajenski, Romodanovski participa à toutes les entreprises de Pierre, à commencer par ses « campagnes de plaisir ». Une marque de la confiance du tsar envers le prince fut le fait que quand il partit pour sa campagne d’Azov de 1695, Pierre Ier le laissa à sa place à Moscou avec le titre inconnu jusqu’alors de « prince-césar ».
Dans son abondante correspondance avec le prince, le tsar l’informe des principales questions de politique intérieure et extérieure, sans craindre de lui demander son avis. Pierre adresse ses lettres « au souverain prince Fédor Iouriévitch ». Comme le feld-maréchal Boris Cheremetiev, Romodanovski avait le droit d’entrer dans le cabinet de Pierre en tout temps sans se faire annoncer.
Le prince joua un rôle décisif dans la répression de la révolte des streltsy de 1698, qui survint en l’absence de Pierre Ier, alors en Europe avec sa « Grande Ambassade ». En 1701, après un incendie qui avait ruiné Moscou, Fédor Iouriévitch s’occupa de la reconstruction de la capitale, dont l’administration lui était confiée.
Dans la vie privée, le prince Romodanovski vivait à la manière des boïars de l'ancienne Russie et restait attaché aux habitudes antérieures aux réformes pétroviennes ; il était hospitalier, mais exigeait de ses hôtes un respect particulier. Tous se levaient en sa présence. « Personne n’entrait en voiture dans sa cour – le souverain lui-même laissait son équipage à sa porte. » La maison du prince se trouvait à Moscou, sur la rue Mokhovaïa, à côté du pont de Pierre.
Tout en étant un exécutant scrupuleux des décisions de Pierre, le prince Romodanovski n’approuvait pas tous ses actes. C’est ainsi qu’il s'abstint d’assister au mariage de Pierre avec la future impératrice Catherine Ire. Cela s’explique par le fait que sa fille Fedosia était la femme du beau-père du tsarévitch Alexis Petrovitch, frère de la première épouse du tsar Pierre, Eudoxie Lopoukhine.
Le prince Romodanovski mourut à un âge avancé le 17 septembre 1717 à Saint-Pétersbourg au monastère Saint-Alexandre-Nevski, où il est enterré.

## Témoignages des contemporains
Le seul contemporain qui ait laissé une évocation personnelle du caractère et de l’action du prince Romodanovski est Boris Kourakine, qui fait mention de lui dans ses Histoires du tsar Pierre Alexeievitch et de ses proches :
« Ce prince était d’un caractère particulier. Il avait l’aspect d’un monstre et les mœurs d’un tyran infâme, ne voulant absolument aucun bien à personne ; saoul du matin au soir ; mais il était fidèle à Sa Majesté plus qu’aucun homme […] Au sujet de son autorité, nous rappellerons qu’en matière d’enquête, de trahison ou de dénonciation, il avait le pouvoir d’interroger, d’arrêter et de soumettre à la question sans distinction de qualité ou de sexe. »

## Famille
L’origine de l’épouse du prince, Eudoxie Vassilievna, est inconnue. Il eut d’elle trois enfants :
- Ivan, mort en 1730, conseiller secret actuel (1725), gouverneur général de Moscou (1727). À la mort de son père, il prit à son exemple le titre de « prince-césar ». Marié à Anastasia Saltykova (morte en 1736), sœur de la tsaritsa Prascovie Fedorovna. Le dernier prince Romodanovski fut de cette façon le beau-frère d’Ivan V. Il laissa une fille, nommée Catherine.
- Irina, épouse du capitaine-lieutenant de la flotte Vassili Vassilievitch Cheremetiev.
- Fedosia, épouse d’Abraham Lopoukhine, frère de la tsaritsa Eudoxie Fedorovna, condamné pour participation au complot de 1718.

## Représentation en littérature et au cinéma.
Le prince Romodanovski apparaît dans le roman d’Alexis Tolstoï Pierre Ier, où il est décrit comme un fidèle compagnon du tsar, dur, implacable, prêt à tout pour sauvegarder le pouvoir du souverain. Dans la littérature contemporaine, la figure du prince se rencontre dans le roman d’Anatoli Brusnikine Le Neuvième sauveur.
Au cinéma, les acteurs suivants ont joué le rôle de Romodanovski :
- Roman Filipov (La Jeunesse de Pierre, 1980)
- Igor Boutchko (La jeune Russie, 1981-1982)
- Omar Sharif (Pierre le Grand, 1986)
- Serguei Chakourov (Pierre Ier. Le Testament, 2011).